# Plethodon welleri
Espèce
Synonymes
- Plethodon welleri ventromaculatum Thurow, 1956

Statut de conservation UICN

 EN B1ab(iii) : En danger
Plethodon welleri est une espèce d'urodèles de la famille des Plethodontidae.

## Répartition
Cette espèce est endémique des États-Unis. Elle se rencontre dans le sud-ouest de la Virginie, dans l'ouest de la Caroline du Nord et dans l'est du Tennessee.

## Étymologie
Cette espèce est nommée en l'honneur de Worth Hamilton Weller.

## Publication originale
- Walker, 1931 : Description of a new salamander from North Carolina. Proceedings of the Junior Society of Natural Sciences. Cincinnati, vol. 2, p. 48-51.